# Ackerdijkse Plassen
De Ackerdijkse Plassen is een natuurgebied in de Nederlandse provincie Zuid-Holland, op het grondgebied van de gemeente Pijnacker-Nootdorp Het gebied dat sinds 2003 door de Vereniging Natuurmonumenten wordt beheerd is een belangrijk vogelgebied in Nederland.

## Geografie
De Ackerdijkse Plassen liggen bij Delft, tussen de A13, Rotterdam, Berkel en Rodenrijs, Pijnacker en Delfgauw. De Oude Lee is de naam van het riviertje dat het gebied doorkruist, Oude Leede de naam van de buurtschap waar het vlak bij ligt. Het is onderdeel van de Ackerdijkse polder die ten noorden grenst aan de Zuidpolder van Delfgauw en ten zuiden aan Polder Schieveen. De waterloop de Berkelsche Zweth vormt de grens aan de zuidzijde.

## Geschiedenis
De Ackerdijkse Plassen zijn ontstaan door afgraving van laagveen, waardoor veenweidegebieden ontstonden voor de veeteelt. Ontwateringssloten zorgden voor de waterhuishouding. In 1962 kocht de Vereniging tot Bescherming van Vogels de plassen aan (30 hectare). Er was in die tijd een beroepsvisser actief die er met zijn familie woonde en er was een recreatiewoning. Tussen 1978 en 1988 werden weilanden en boerderijen gekocht. In 2003 heeft de Vereniging Natuurmonumenten het beheer van de in totaal 138 hectare overgenomen van Vogelbescherming Nederland.

## Bescherming en beheer
Natuurmonumenten heeft in dit gebied als belangrijkste doel het behouden en inrichten van zo veel mogelijk biotopen voor de verschillende soorten vogels die in dit gebied broeden of langstrekken. Er is gekozen voor begrazing door koeien om de graslanden open te houden. De afwisseling van rietland, bosjes, moeras, plassen, uitgestrekte oevers en weilanden in combinatie met een uitgekiend hooilandbeheer en waterpeil moeten voor optimale leefomstandigheden zorgen voor zo veel mogelijk soorten.

## Flora en Fauna
Een grote diversiteit aan natuurlandschapjes draagt bij aan een rijke flora en fauna. Rond de honderd planten zijn hier geïnventariseed en opvallend is het grote aantal verschillende soort libellen dat hier is waargenomen. De meeste aandacht gaat echter uit naar de vogelstand. De lijst op waarneming.nl geeft aan dat er in de loop van de tijd bijna tweehonderd verschillende soorten vogels zijn waargenomen. Er verblijven ongeveer honderd soorten broedvogels en zo´n tachtig soorten doortrekkers, winter- of dwaalgasten doen het gebied jaarlijks aan. Met vernatting van de graslanden hoopt men de bedreigde weidevogels zoals de grutto, kievit en tureluur meer ruimte te geven om hier te broeden. Doortrekkers zoals de witgat, kemphaan en groenpootruiter verblijven tijdens de trek voor kortere of langere tijd in deze omgeving om hun reserves aan te vullen. De smient en de pijlstaart overwinteren hier in grote groepen. Er is een kolonie aalscholvers en de grote zilverreiger is er steeds vaker te zien.

## Recreatie en toegang
Omdat rust voor de vogels van groot belang is, is het gebied is niet vrij toegankelijk voor bezoekers. Er is een gerenoveerde Zuid-Hollandse boerderij uit 1660 die onder andere dienstdoet als vergaderlocatie en ontvangstruimte voor excursies die Natuurmonumenten hier een keer per maand organiseert. Het is mogelijk om om het plassengebied heen te wandelen of te fietsen.Voor de vogelliefhebbers zijn er twee observatiehutten en er is een uitkijktoren langs de Ackerdijkse weg.

## Fotogalerij

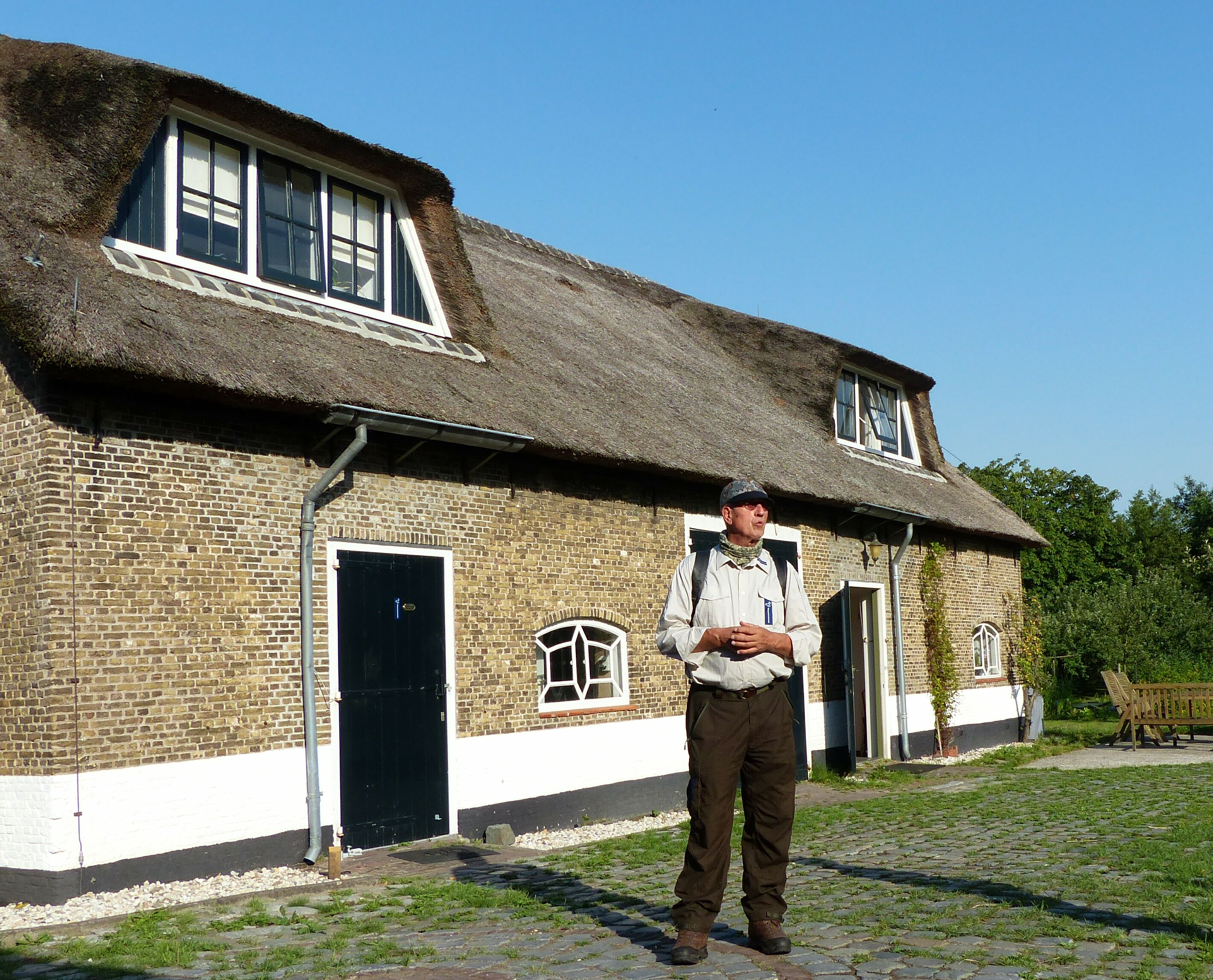
Vrijwilliger ontvangt een excursiegroep
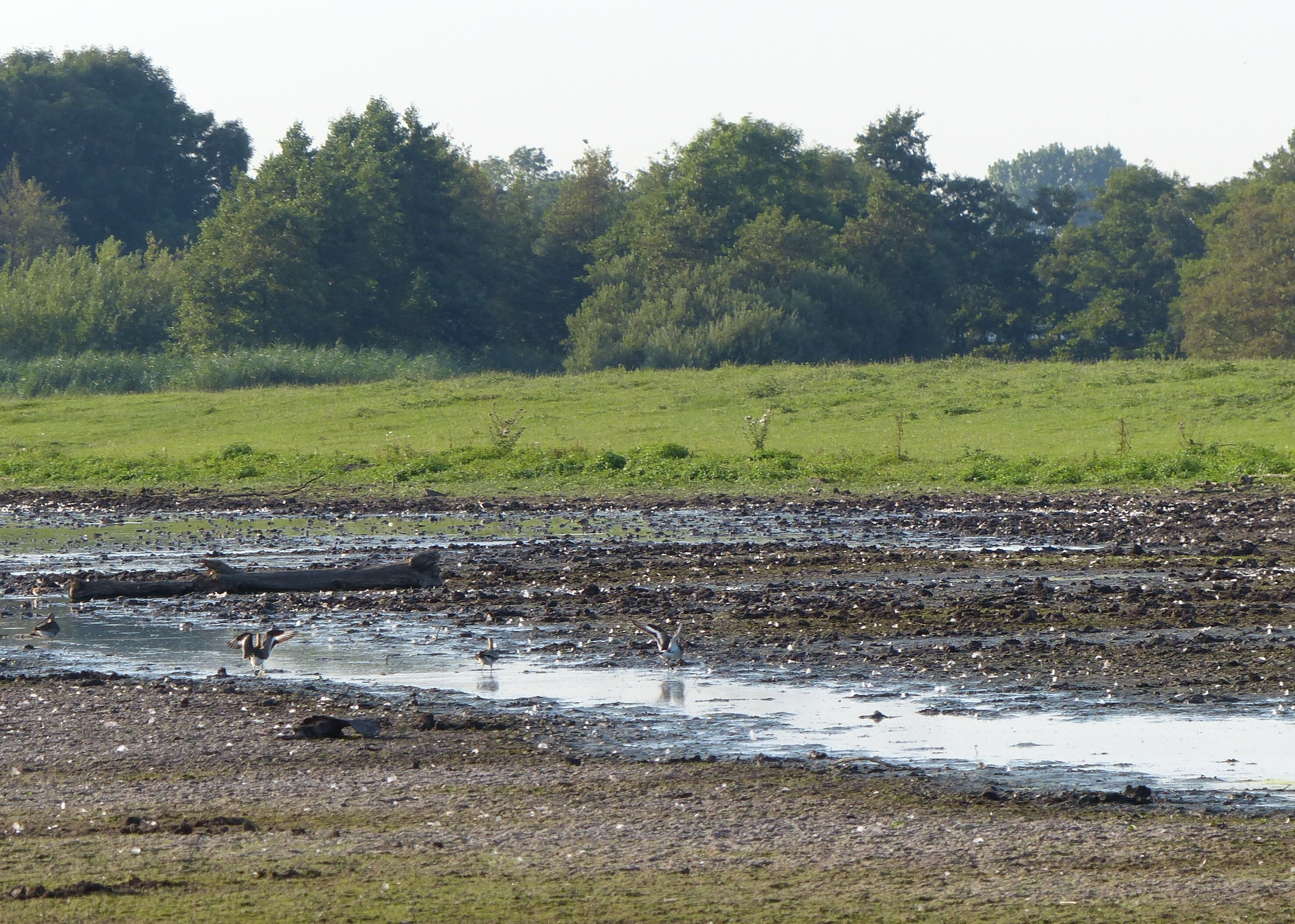
Drasland en ruigte
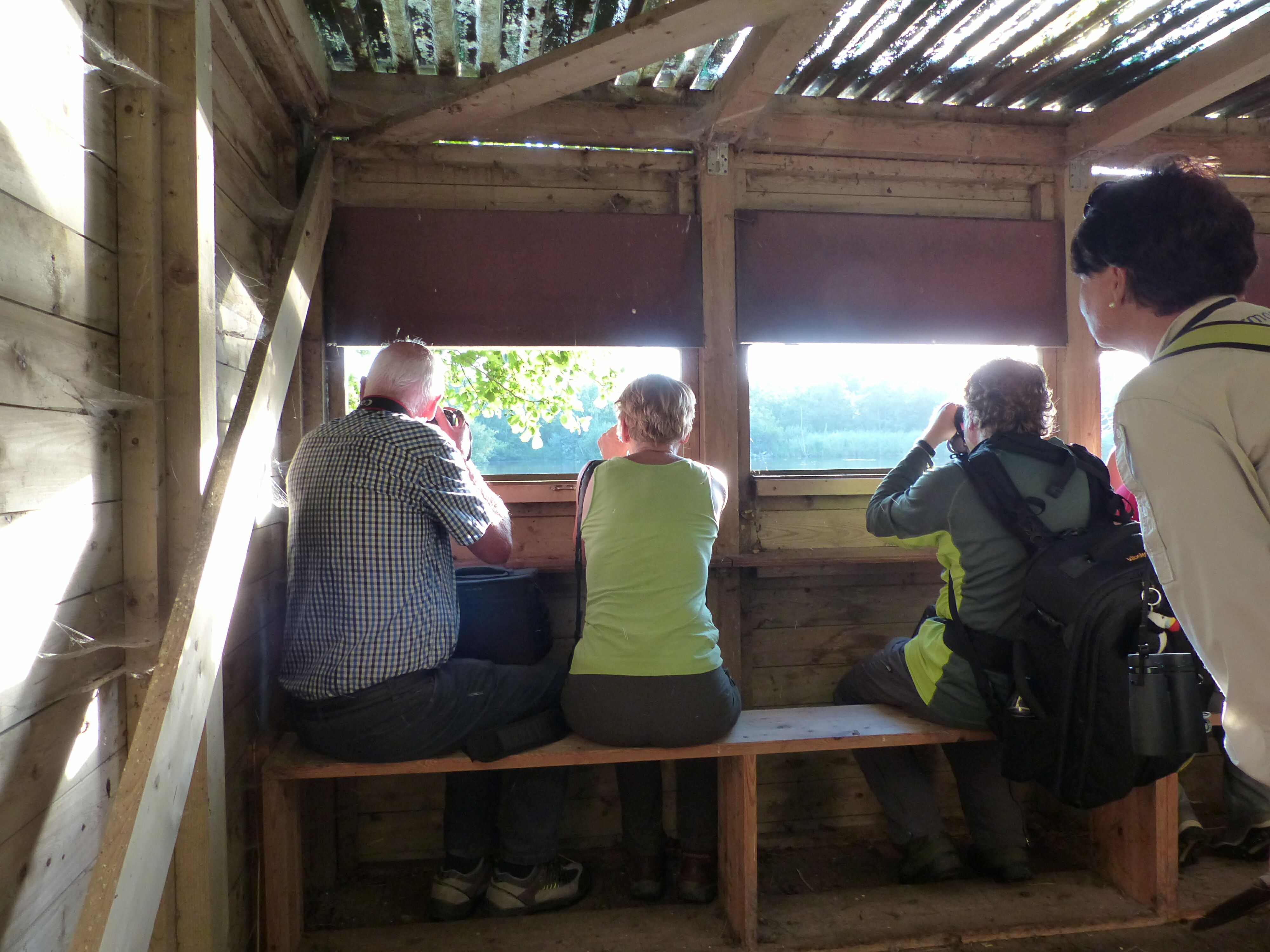
In de vogelkijkhut tijdens een excursie
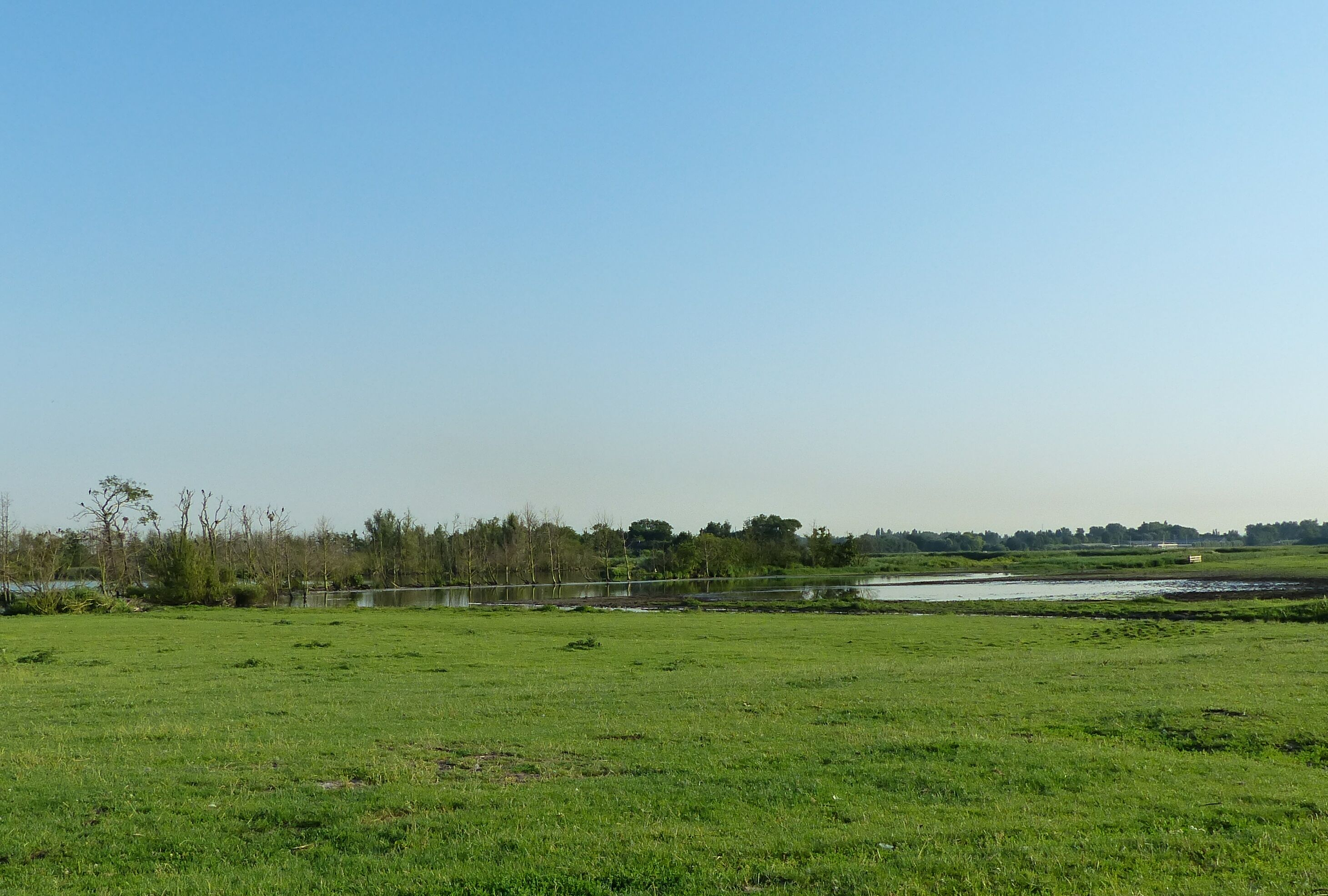
Grasland en plassen
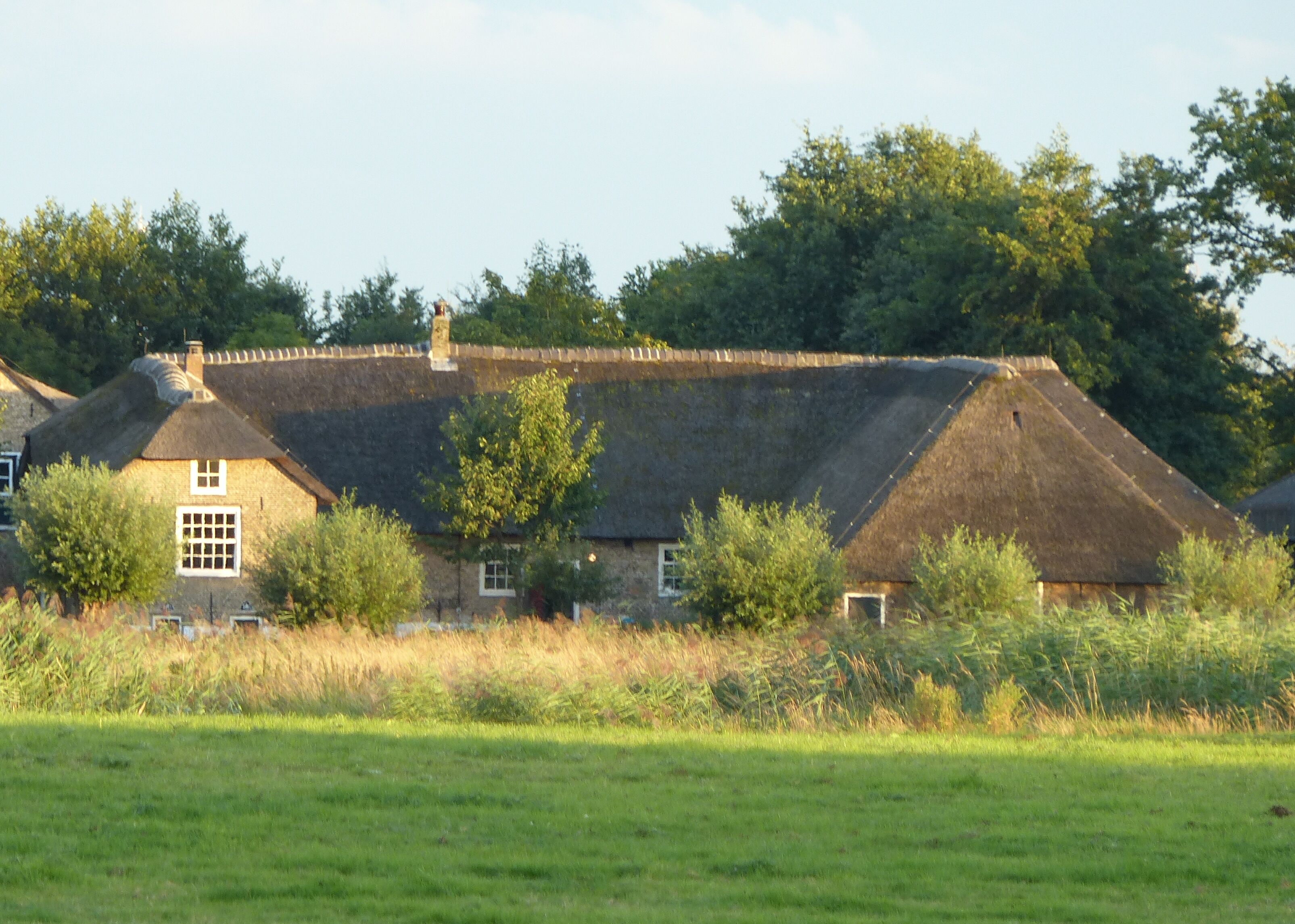
Zuid-Hollandse boerderij uit 1660
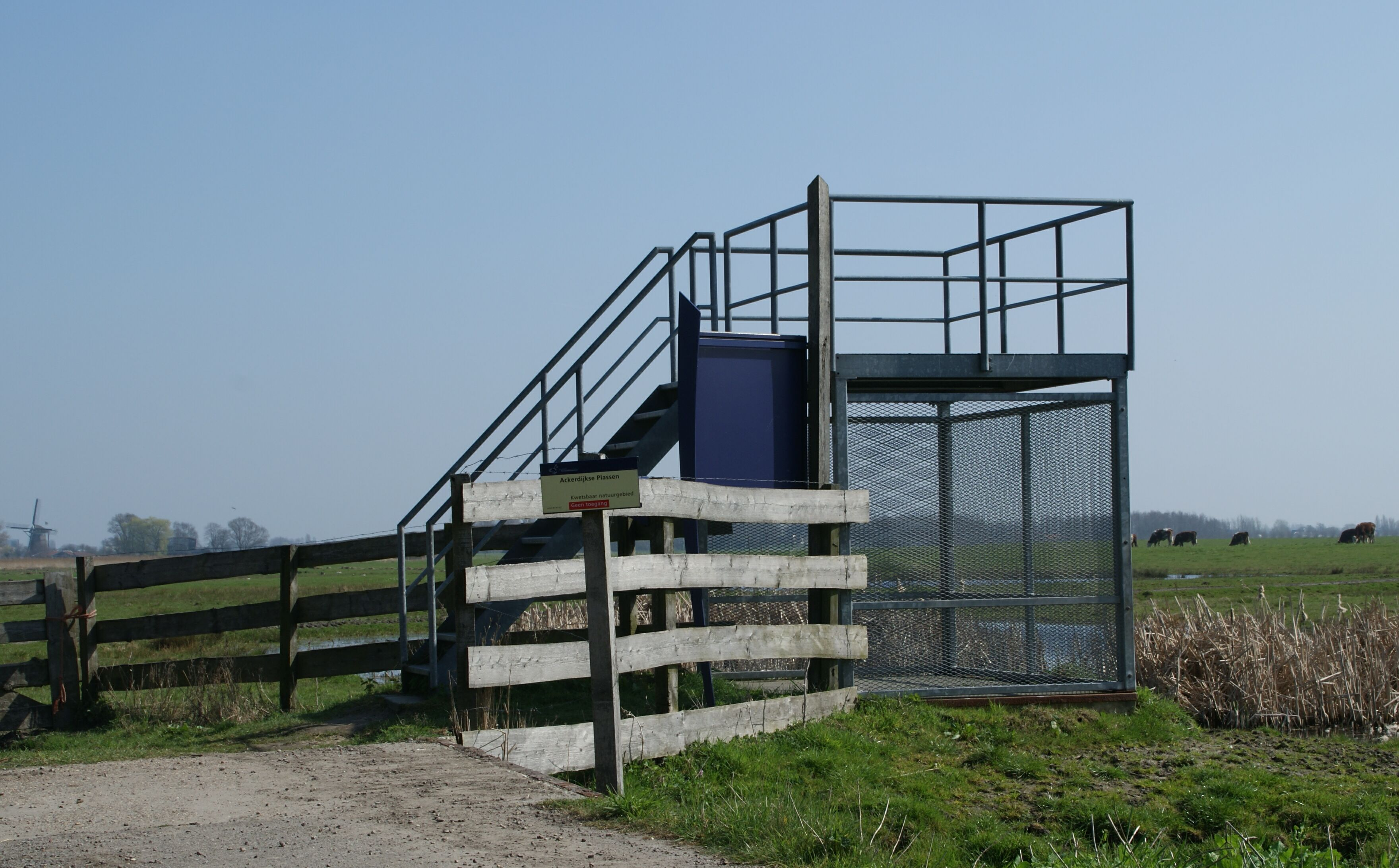
Uitkijktoren Ackerdijkse weg